# Aliança Democrática Unida (Zâmbia)
A Aliança Democrática Unida (UDA) foi uma aliança política na Zâmbia formada para contestar a Eleições gerais de 2006. 
- Partido Unido para o Desenvolvimento Nacional
- Partido Unido para a Independência Nacional
- Fórum para a Democracia e Desenvolvimento
- Partido Liberal Unido

Eles ganharam 27 dos 150 membros eleitos em 28 de Setembro de 2006 Eleição da Assembleia Nacional. Seu candidato presidencial Hakainde Hichilema conquistou 25,3% dos votos.

## História
A UDA foi formada em 1 de março de 2006 pelo Partido Unido para o Desenvolvimento Nacional (UPND), o Partido Unido para a Independência Nacional (UNIP) e o Fórum para a Democracia e Desenvolvimento, que entre eles tinha ganhado 74 dos 150 assentos eleitos na Assembleia Nacional nas eleições de 2001. Anderson Mazoka, que terminou como vice-campeão nas eleições presidenciais, foi o líder da aliança até sua morte em maio de 2006. Ele foi sucedido por Hakainde Hichilema, também do UPND. 
Os três partidos contestaram a  2011 eleições separadamente. Nas eleições da  Assembléia Nacional a aliança recebeu 23% dos votos, ganhando 26 assentos.
Os três partidos contestaram a eleições de 2011 separadamente.